# Coup de vice
Pour plus de détails, voir Fiche technique et Distribution.
Coup de vice est un film français réalisé par Patrick Levy (Zak Fishman) et sorti en 1996.

## Fiche technique
- Titre : Coup de vice
- Réalisation : Patrick Levy
- Scénario : Patrick Levy
- Photographie : Pascal Jean Provost
- Son : Patrick Mauroy
- Montage : Marco Cavé
- Musique : Meelaz
- Production : Clara Films
- Pays :  France
- Durée : 85 minutes
- Date de sortie : France - 13 novembre 1996

## Distribution
- Patrick Levy : Charly
- Samy Naceri : Zeff
- Karine Nuris : Ben
- Crystel Amsalem : Clara
- Frédéric Quiring : Raf
- Sophie Carle : Natacha
- Arsène Jiroyan : Max